# Pohlep (zbirka kratkih zgodb)
Pohlep je zbirka dvanajstih kratkih zgodb slovenskega pisatelja Miha Mazzinija.
O razlogu, zakaj se je odločil za tematiko pohlepa, je avtor povedal v pogovoru za Dnevnik: "Veliko spremljam razne raziskave in statistike. Denimo to, da je Vatikan še desetletje nazaj objavljal statistiko smrtnih grehov, o katerih se hodijo ljudje spovedovati. Konec sedemdesetih in osemdesetih, po Margaret Thatcher in Ronaldu Reaganu, se enega greha nihče več ne spoveduje – to je pohlep. Časi, v katerih neki smrtni greh postane vrlina, so zanimivi časi."

## Vsebina
V knjigi so naslednje zgodbe:
1. Amerika
2. Darilo
3. Pohlep
4. Rastlina uničenja
5. Singularnost (objavljena v reviji Razpotja)
6. Kocka pada
7. Lomljenje mojih kosti
8. Metamorfoza
9. Večna ničla
10. Nevidna invazija (prebrana na Radiu Ars Arhivirano 2019-08-28 na Wayback Machine.)
11. Sam svoj gospodar
12. Kratka zgodovina branja v predmestju

## Ocene
- "Mazzinijev zgodbarski vrhunec!"[3]
- "Vsem zgodbam v zbirki Pohlep je skupno to, da jih pripoveduje prvoosebni pripovedovalec ali pripovedovalka in da realno, neposredno, jedrnato, ponekod skorajda poročevalsko, brez sentimenta, a z globoko empatijo postopno razkrivajo pot posameznika – žrtve, ki pelje do temnih, tudi usodnih zaključkov. Vsi so produkt sodobne družbe. In vsi so pretresljivi."[4]

## Nominacije in nagrade
- Društvo slovenskih literarnih kritikov je zbirko Pohlep uvrstilo med štiri nominirance za nagrado novo mesto za najboljšo kratkoprozno zbirko leta 2018.[5]